# صموئيل بورنس
صموئيل بورنس (بالإنجليزية: Samuel Burns)‏ هو مجدف أمريكي، ولد في 24 فبراير 1982 في سياتل في الولايات المتحدة.

## وصلات خارجية
- صموئيل بورنس على موقع الاتحاد الدولي للتجديف (الإنجليزية)